# Copa de Clubes de Asia 1991
La Copa de Clubes de Asia de 1991 fue la 11.ª edición del torneo de fútbol a nivel de clubes más importante de Asia organizado por la AFC.
El Al-Hilal de Arabia Saudita venció en la final al entonces campeón defensor Esteghlal de Irán para convertirse en campeón por primera vez.

## Primera Ronda
| Local          | Visita                | Ida | Vuelta | Resultado      |
| -------------- | --------------------- | --- | ------ | -------------- |
| Al-Rayyan      | Al-Oruba Sur          | 4-2 | 1-0    | 5-2            |
| Al-Hilal       | Al-Arabi              | 2-0 | 1-1    | 3-1            |
| Al Shabab      | Al-Ansar              | 3-1 | 1-1    | 4-2            |
| Al-Tilal       | West Riffa            | 1-0 | 0-1    | 1-1 (5-4 pen.) |
| Esteghlal      | bye                   |     |        |                |
| Mohammedan SC  | WAPDA                 | 5-0 | 0-0    | 5-0            |
| South China AA | Sporting de Macau     | 9-1 | 5-0    | 14-1           |
| Pelita Jaya    | Geylang International | 1-2 | 2-2    | 3-4            |
| Port Autority  | bye                   |     |        |                |
| April 25       | Liaoning FC           | 0-1 | 3-1    | 3-2            |

## Segunda Ronda
| Local          | Visita       | Ida | Vuelta | Resultado |
| -------------- | ------------ | --- | ------ | --------- |
| Al-Tilal       | Esteghlal FC | 0-0 | 0-5    | 0-5       |
| Mohammedan SC  | New Radiant  | 3-0 | 2-0    | 5-0       |
| South China AA | Yomiuri FC   | 1-0 | 1-3    | 2-3       |

Al Rayyan, Al Hilal, Port Authority, April 25 y Al Shabab avanzaron a la fase de grupos.

## Fase de grupos
- El  Yomiuri FC abandonó el torneo.

### Grupo A
| Club           | Pts. | J | G | E | P | GF | GC | GD |
| -------------- | ---- | - | - | - | - | -- | -- | -- |
| Al-Rayyan      | 6    | 3 | 3 | 0 | 0 | 8  | 3  | +5 |
| Al-Shabab      | 4    | 3 | 2 | 0 | 1 | 6  | 4  | +2 |
| Port Authority | 2    | 3 | 1 | 0 | 2 | 6  | 7  | −1 |
| Mohammedan SC  | 0    | 3 | 0 | 0 | 3 | 3  | 9  | −6 |

| Al-Rayyan      | 3–1 | Port Authority |
| Al-Shabab      | 2–1 | Mohammedan SC  |
| Port Authority | 4–1 | Mohammedan SC  |
| Al-Rayyan      | 2–1 | Al Shabab      |
| Al-Rayyan      | 3–1 | Mohammedan SC  |
| Al-Shabab      | 3–1 | Port Authority |

### Grupo B
| Club      | Pts. | J | G | E | P | GF | GC | GD |
| --------- | ---- | - | - | - | - | -- | -- | -- |
| Al-Hilal  | 4    | 2 | 2 | 0 | 0 | 3  | 0  | +3 |
| Esteghlal | 1    | 2 | 0 | 1 | 1 | 1  | 2  | −1 |
| April 25  | 1    | 2 | 0 | 1 | 1 | 1  | 3  | −2 |

| Al-Hilal  | 2–0 | April 25  |
| Al-Hilal  | 1–0 | Esteghlal |
| Esteghlal | 1–1 | April 25  |

## Semifinales
| Local     | Resultado | Visita    |
| --------- | --------- | --------- |
| Al-Hilal  | 1-0       | Al-Shabab |
| Esteghlal | 2-1       | Al-Rayyan |

## Tercer Lugar
| Local     | Resultado    | Visita    |
| --------- | ------------ | --------- |
| Al-Rayyan | 2-2 (7:6 p.) | Al-Shabab |

## Final
| Local    | Resultado    | Visita    |
| -------- | ------------ | --------- |
| Al-Hilal | 1-1 (4:3 p.) | Esteghlal |

| Bandera de Arabia Saudita |
| Al-Hilal 1.er título      |